# River Raisin National Battlefield Park
Le River Raisin National Battlefield Park est une aire protégée américaine située à Monroe, dans le comté de Monroe, dans le Michigan. Établi le 30 mars 2009, ce parc de champ de bataille national protège le site où a eu lieu la bataille de Frenchtown pendant la guerre anglo-américaine de 1812, un site inscrit au Registre national des lieux historiques depuis le 10 décembre 1982. Il est géré par le National Park Service.